# Liste der Nummer-eins-Hits in Spanien (1967)
Dies ist eine Liste der Nummer-eins-Hits in Spanien im Jahr 1967. Sie basiert auf den offiziellen Chartlisten der Asociación Fonográfica y Videográfica de España (AFYVE, heute Promusicae), der spanischen Landesgruppe der IFPI, dem Weltverband der Phonoindustrie.

| | Liste der Nummer-eins-Hits in Spanien | Liste der Nummer-eins-Hits in Spanien | Liste der Nummer-eins-Hits in Spanien                                  | 1968 →                    |
| \| Zeitraum \| Wo. ges. \| Interpret \| Titel Autor(en) \| Zusätzliche Informationen \| \| (Zeitraum, Wochen auf Platz eins, Interpret, Titel, Autor[en], zusätzliche Informationen) \| \| \| \| \| \| ----------------------------------------------------------------------------------------- \| -------- \| ----------------------- \| ---------------------------------------------------------------------- \| ------------------------- \| \| 7. November 1966 – 29. Januar 1967 12 Wochen \| 12 \| Los Bravos \| Black Is Black Michelle Grainger, Tony Hayes, Steve Wadey \| – \| \| 30. Januar 1967 – 5. Februar 1967 1 Woche \| 1 \| Los Pekenikes \| Lady Pepa Michelle Grainger, Tony Hayes, Steve Wadey \| – \| \| 6. Februar 1967 – 5. März 1967 4 Wochen (insgesamt 6) \| 6 \| The Four Tops \| Reach Out I’ll Be There Holland–Dozier–Hollands \| – \| \| 6. März 1967 – 12. März 1967 1 Woche \| 1 \| The New Vaudeville Band \| Winchester Cathedral \| – \| \| 13. März 1967 – 26. März 1967 2 Wochen (insgesamt 6) \| 6 \| The Four Tops \| Reach Out I’ll Be There Holland–Dozier–Hollands \| – \| \| 27. März 1967 – 23. April 1967 4 Wochen \| 4 \| The Beach Boys \| Good Vibrations Brian Wilson, Mike Love \| – \| \| 24. April 1967 – 14. Mai 1967 3 Wochen \| 3 \| Raphael \| Hablemos Del Amor \| – \| \| 15. Mai 1967 – 16. Juli 1967 9 Wochen \| 9 \| Sandie Shaw \| Marionetas En La Cuerda (Puppet on a String) Bill Martin, Phil Coulter \| – \| \| 17. Juli 1967 – 13. August 1967 4 Wochen \| 4 \| Juan y Junior \| La Caza \| – \| \| 14. August 1967 – 3. September 1967 3 Wochen (insgesamt 4) \| 4 \| Los Brincos \| Lola \| – \| \| 4. September 1967 – 16. September 1967 1 Woche (insgesamt 2) \| 2 \| Procol Harum \| A Whiter Shade of Pale Gary Brooker, Keith Reid, Matthew Fisher \| – \| \| 11. September 1967 – 17. September 1967 1 Woche \| 1 \| Juan y Junior \| Nos Falta Fe \| – \| \| 18. September 1967 – 24. September 1967 1 Woche (insgesamt 4) \| 4 \| Los Brincos \| Lola \| – \| \| 25. September 1967 – 1. Oktober 1967 1 Woche (insgesamt 2) \| 2 \| Procol Harum \| A Whiter Shade of Pale Gary Brooker, Keith Reid, Matthew Fisher \| – \| \| 2. Oktober 1967 – 22. Oktober 1967 3 Wochen \| 3 \| The Beatles \| All You Need Is Love Lennon/McCartney \| – \| \| 23. Oktober 1967 – 29. Oktober 1967 1 Woche (insgesamt 5) \| 5 \| Los Bravos \| Los Chicos Con Las Chicas \| – \| \| 30. Oktober 1967 – 5. November 1967 1 Woche \| 1 \| Scott McKenzie \| San Francisco (Be Sure to Wear Flowers in Your Hair) John Phillips \| – \| \| 6. November 1967 – 3. Dezember 1967 4 Wochen (insgesamt 5) \| 5 \| Los Bravos \| Los Chicos Con Las Chicas \| – \| \| 4. Dezember 1967 – 31. Dezember 1967 4 Wochen \| 4 \| Richard Anthony \| En Aranjuez Con Tu Amor (Aranjuez, Mon Amour) \| – \| |                                       |                                       |                                                                        |                           |
| |                                       |                                       |                                                                        | → 1968 →                  |
| Zeitraum | Wo. ges.                              | Interpret                             | Titel Autor(en)                                                        | Zusätzliche Informationen |
| (Zeitraum, Wochen auf Platz eins, Interpret, Titel, Autor[en], zusätzliche Informationen) |                                       |                                       |                                                                        |                           |
| 7. November 1966 – 29. Januar 1967 12 Wochen | 12                                    | Los Bravos                            | Black Is Black Michelle Grainger, Tony Hayes, Steve Wadey              | –                         |
| 30. Januar 1967 – 5. Februar 1967 1 Woche | 1                                     | Los Pekenikes                         | Lady Pepa Michelle Grainger, Tony Hayes, Steve Wadey                   | –                         |
| 6. Februar 1967 – 5. März 1967 4 Wochen (insgesamt 6) | 6                                     | The Four Tops                         | Reach Out I’ll Be There Holland–Dozier–Hollands                        | –                         |
| 6. März 1967 – 12. März 1967 1 Woche | 1                                     | The New Vaudeville Band               | Winchester Cathedral                                                   | –                         |
| 13. März 1967 – 26. März 1967 2 Wochen (insgesamt 6) | 6                                     | The Four Tops                         | Reach Out I’ll Be There Holland–Dozier–Hollands                        | –                         |
| 27. März 1967 – 23. April 1967 4 Wochen | 4                                     | The Beach Boys                        | Good Vibrations Brian Wilson, Mike Love                                | –                         |
| 24. April 1967 – 14. Mai 1967 3 Wochen | 3                                     | Raphael                               | Hablemos Del Amor                                                      | –                         |
| 15. Mai 1967 – 16. Juli 1967 9 Wochen | 9                                     | Sandie Shaw                           | Marionetas En La Cuerda (Puppet on a String) Bill Martin, Phil Coulter | –                         |
| 17. Juli 1967 – 13. August 1967 4 Wochen | 4                                     | Juan y Junior                         | La Caza                                                                | –                         |
| 14. August 1967 – 3. September 1967 3 Wochen (insgesamt 4) | 4                                     | Los Brincos                           | Lola                                                                   | –                         |
| 4. September 1967 – 16. September 1967 1 Woche (insgesamt 2) | 2                                     | Procol Harum                          | A Whiter Shade of Pale Gary Brooker, Keith Reid, Matthew Fisher        | –                         |
| 11. September 1967 – 17. September 1967 1 Woche | 1                                     | Juan y Junior                         | Nos Falta Fe                                                           | –                         |
| 18. September 1967 – 24. September 1967 1 Woche (insgesamt 4) | 4                                     | Los Brincos                           | Lola                                                                   | –                         |
| 25. September 1967 – 1. Oktober 1967 1 Woche (insgesamt 2) | 2                                     | Procol Harum                          | A Whiter Shade of Pale Gary Brooker, Keith Reid, Matthew Fisher        | –                         |
| 2. Oktober 1967 – 22. Oktober 1967 3 Wochen | 3                                     | The Beatles                           | All You Need Is Love Lennon/McCartney                                  | –                         |
| 23. Oktober 1967 – 29. Oktober 1967 1 Woche (insgesamt 5) | 5                                     | Los Bravos                            | Los Chicos Con Las Chicas                                              | –                         |
| 30. Oktober 1967 – 5. November 1967 1 Woche | 1                                     | Scott McKenzie                        | San Francisco (Be Sure to Wear Flowers in Your Hair) John Phillips     | –                         |
| 6. November 1967 – 3. Dezember 1967 4 Wochen (insgesamt 5) | 5                                     | Los Bravos                            | Los Chicos Con Las Chicas                                              | –                         |
| 4. Dezember 1967 – 31. Dezember 1967 4 Wochen | 4                                     | Richard Anthony                       | En Aranjuez Con Tu Amor (Aranjuez, Mon Amour)                          | –                         |